# Économe infidèle

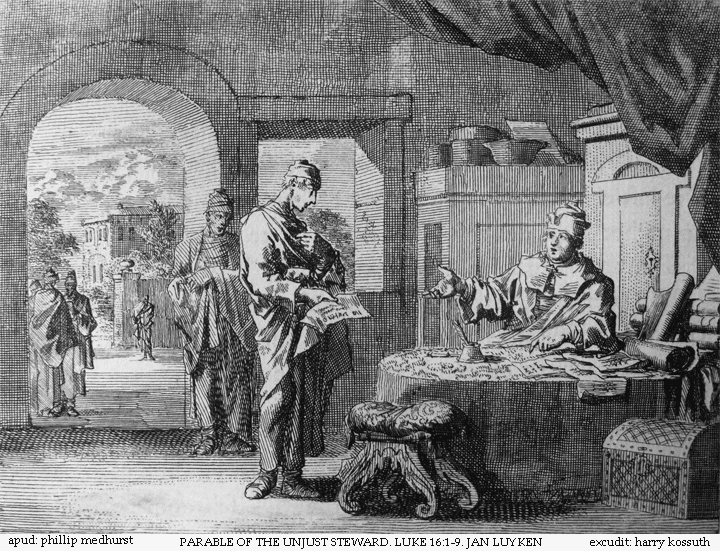
Jan Luyken gravure de la parabole, Bible Bowyer.

L'Économe infidèle ou le Gérant habile est une parabole de Jésus-Christ écrite dans l'évangile selon Luc. Elle relate, entre autres, le non-attachement aux biens terrestres. 

## Texte
Évangile selon Luc, chapitre 16, versets 1 à 9 : 
« Jésus dit aussi à ses disciples : Un homme riche avait un économe, qui lui fut dénoncé comme dissipant ses biens. Il l'appela, et lui dit : Qu'est-ce que j'entends dire de toi ? Rends compte de ton administration, car tu ne pourras plus administrer mes biens. L'économe dit en lui-même : Que ferai-je, puisque mon maître m'ôte l'administration de ses biens ? Travailler à la terre ? je ne le puis. Mendier ? j'en ai honte. Je sais ce que je ferai, pour qu'il y ait des gens qui me reçoivent dans leurs maisons quand je serai destitué de mon emploi. Et, faisant venir chacun des débiteurs de son maître, il dit au premier : Combien dois-tu à mon maître ? Cent mesures d'huile, répondit-il. Et il lui dit : Prends ton billet, assieds-toi vite, et écris cinquante. Il dit ensuite à un autre : Et toi, combien dois-tu ? Cent mesures de blé, répondit-il. Et il lui dit : Prends ton billet, et écris quatre-vingts. Le maître loua l'économe infidèle de ce qu'il avait agi prudemment. Car les enfants de ce siècle sont plus prudents à l'égard de leurs semblables que ne le sont les enfants de lumière. Et moi, je vous dis : Faites-vous des amis avec les richesses injustes, pour qu'ils vous reçoivent dans les tabernacles éternels, quand elles viendront à vous manquer. »
D'après la Bible traduite par Louis Segond.

## Interprétation
Selon Gaudence de Brescia, il faut s'attacher au partage : « Le Seigneur Jésus est le maître véritable qui enseigne à ses disciples les préceptes nécessaires au salut. Il a raconté à ses Apôtres d'alors la parabole de l'intendant pour les exhorter, ainsi que tous les croyants d'aujourd'hui, à se montrer fidèles à faire l'aumône ». Ce vénérable stipule bel et bien qu'il ne faut pas dépenser en gaspillant, et qu'il faut vivre comme un Pèlerin sur terre. Le croyant doit s'attacher aux biens célestes conclut le saint.